# Filippo Tommaso Marinetti
Filippo Tommaso Marinetti (Alexandria, 22 de dezembro de 1876 – Bellagio, 2 de dezembro de 1944) foi um escritor, poeta, editor, ideólogo, jornalista e ativista político italiano. Foi o fundador do movimento futurista, cujo manifesto foi publicado no jornal parisiense Le Figaro, em 20 de fevereiro de 1909.

## Biografia
Italiano nascido na cidade egípcia de Alexandria, em 1876, era filho de Enrico Marinetti, um advogado de Piemonte e Amalia Grolli, filha de um professor de literatura de Milão. Seu amor pela literatura surgiu ainda na escola. Sua mãe era uma ávida leitora de poesia e introduziu o filho aos clássicos italianos e europeus. Aos 17 anos, criou uma revista na escola, chamada Papyrus, mas ele foi ameaçado de expulsão pelos jesuítas por ter publicado Émile Zola na revista.
Concluiu os estudos no Egito e depois seguiu para Paris, onde estudou na Sorbonne, formando-se em 1894. Em seguida, formou-se em direito pela Universidade de Pavia, em 1899. Filippo decidiu não trabalhar como advogado para poder se concentrar na literatura. Inicialmente, praticou com vários gêneros, sempre assinando como "Filippo Tommaso Marinetti".

## Carreira
Suas primeiras obras foram poemas que escreveu para revistas literárias e, mais tarde. para sua própria revista - Poesia. Publicou no jornal Le Figaro (1909), de Paris, um famoso manifesto em que mostrou sua oposição às fórmulas tradicionais e acadêmicas, expondo a necessidade de abandonar as velhas fórmulas e criar uma arte livre e anárquica, capaz de expressar o dinamismo e a energia da moderna sociedade industrial, que é considerado o texto fundador do movimento futurista. Este não foi o único movimento italiano de vanguarda, tendo sido no entanto o mais radical de todos, por pregar ruidosamente a antitradição. Indicava que as artes demolissem o passado e tudo o mais que significasse tradição, e celebrassem a velocidade, a era mecânica, a eletricidade, o dinamismo, a guerra.

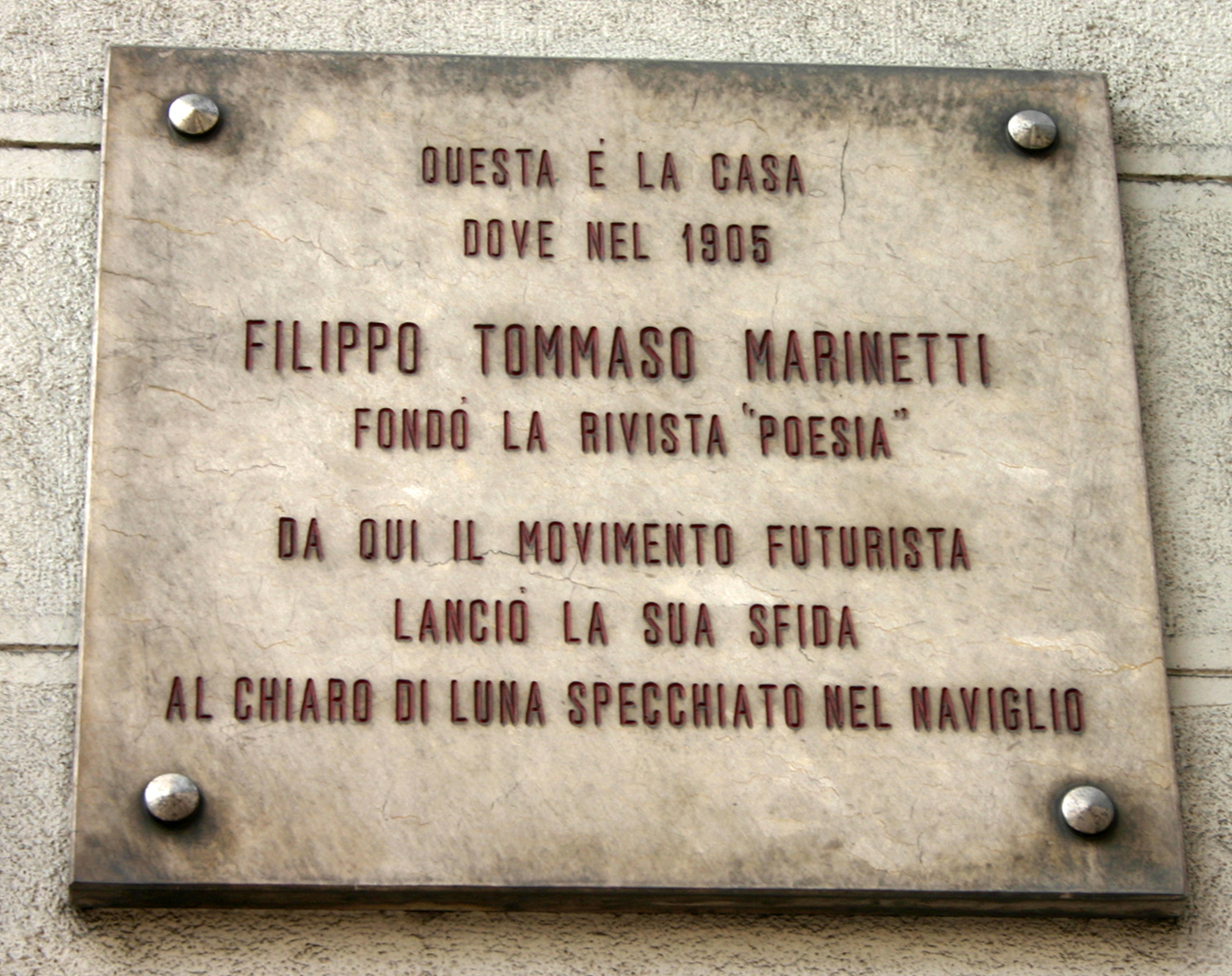
Placa no Corso Venezia, 23, em Milão, que comemora a fundação, por Marinetti, da revista "Poesia", que lançou o Futurismo.

## Manifesto Futurista
Juntaram-se a Marinetti, Umberto Boccioni, Luigi Russolo e Carlo Carrà, autores do Manifesto dos pintores futuristas (1910), no mesmo ano em que Boccioni redigiria o Manifesto técnico da pintura futurista. Com a Grande Guerra (1914-1918), o futurismo quase morreu juntamente com seus artistas mortos em combate, como Boccioni, ou vencidos pelo renascimento tradicionalista. O manifesto foi lido e debatido por toda a Europa, mas seus primeiros trabalhos futuristas não obtiveram sucesso.
Alguns jovens artistas tentaram reavivá-lo depois da guerra, mas sem sucesso. No entanto, sua influência sobre os movimentos modernos que se seguiram foi importante e duradoura.

## Envolvimento na guerra
Marinetti radicou-se definitivamente na Itália e glorificou a Primeira Guerra Mundial como o mais belo poema futurista. Alistou-se no exército italiano, defendeu a intervenção italiana na guerra e ingressou no Partido Nacional Fascista (1919). Politicamente foi um ativo militante fascista e chegou a afirmar que a ideologia do partido representava uma extensão natural das idéias futuristas.
Entre obras teatrais, romances e textos ideológicos de sua autoria citam-se Le Roi bombance (1909), Mafarka le futuriste (1910), Guerra sola igiene del mondo (1915), Futurismo e fascismo (1924).

## Casamento
Depois de um breve namoro, Filippo casou-se com Benedetta Cappa (1897–1977), em 1923, escritora e pintora, pupila de Giacomo Balla. Nascida em Roma, ela se juntou aos futuristas em 1917. Os dois se conheceriam no ano seguinte, mudando-se para Roma e decidindo se casar apenas para evitar problemas legais enquanto faziam uma jornada de palestras pelo Brasil. O casal teve três filhas: Vittoria, Ala e Luce.

## Morte
Filippo faleceu em 2 de novembro de 1944, em Bellagio, devido a um infarto, enquanto trabalhava em uma nova coletânea de poesias.